# Ембарго (фільм, 2010)
«Ембарго» (англ. Embargo) — португальська драма режисера Антоніу Феррейри. Фільм є екранізацією повісті Жозе Сарамаго «Ембарго». Прем'єра в Португалії відбулася 30 вересня 2010 року.

## Сюжет
Нуну працює продавцем хот-догів і винайшов сканер, який має спричинити революцію у взуттєвій промисловості. У його країні дефіцит бензину через ембарго на поставки нафтопродуктів арабськими державами. Одного дня Нуну не може вийти з власного автомобіля, який постійно вимагає повний бак бензину. Він розуміє, що ув'язнений.

## Прокат
Фільм був у португальському, іспанському, бразильському прокаті. Його було відібрано для участі у понад 20 фестивалях (Сан-Паулу, Ріо-де-Жанейро, Монреаль, Чикаго тощо).